# Десни Штефанські
45°30′ пн. ш. 15°53′ сх. д. / 45.50° пн. ш. 15.89° сх. д.
Десни Штефанські (хорв. Desni Štefanki) — населений пункт у Хорватії, у Карловацькій жупанії у складі громади Ласиня.

## Населення
Населення за даними перепису 2011 року становило 265 осіб.
Динаміка чисельності населення поселення: